# SKOT

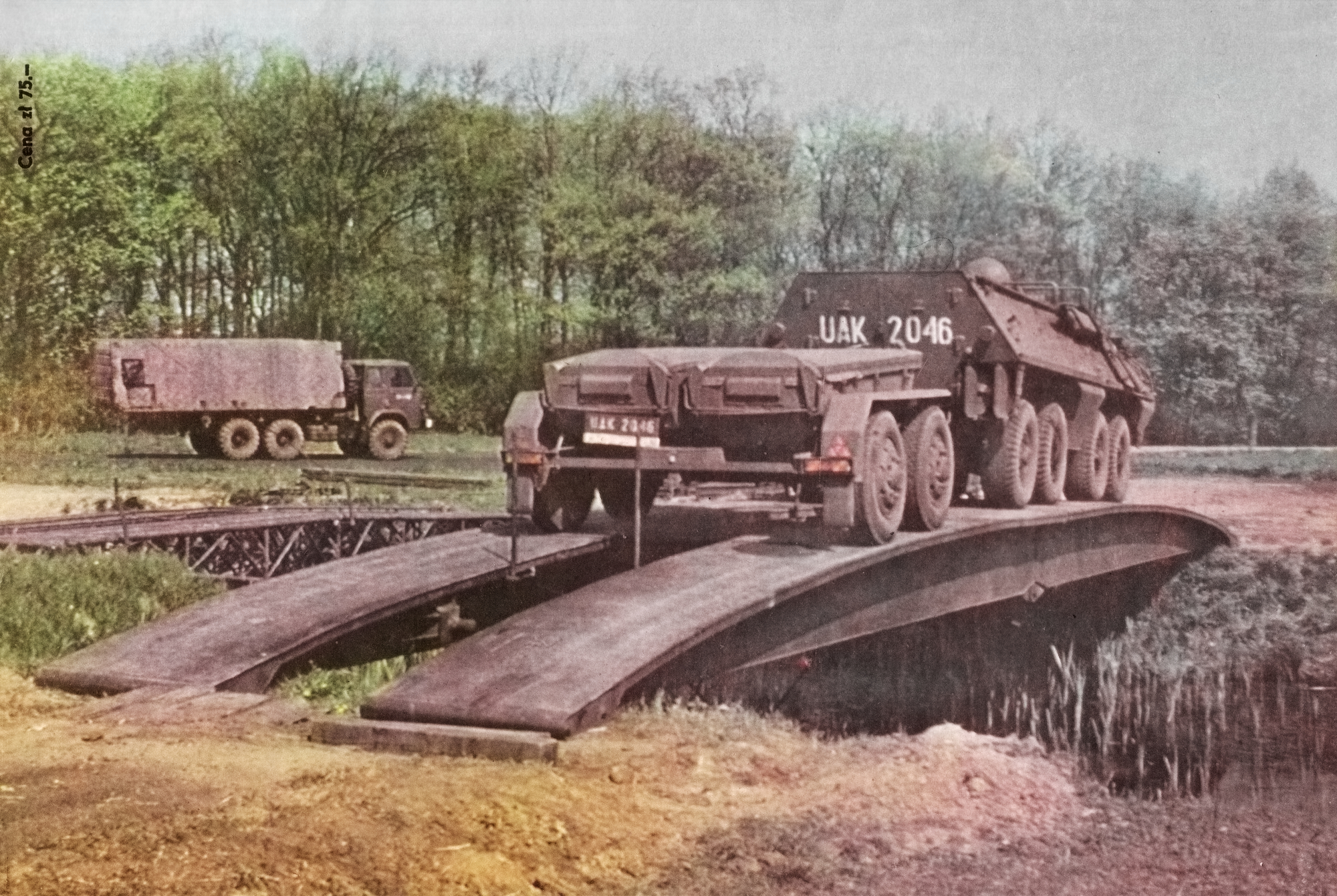
SKOT S-260 Inz Wojska Polskiego holujący przyczepę z ładunkami wydłużonymi

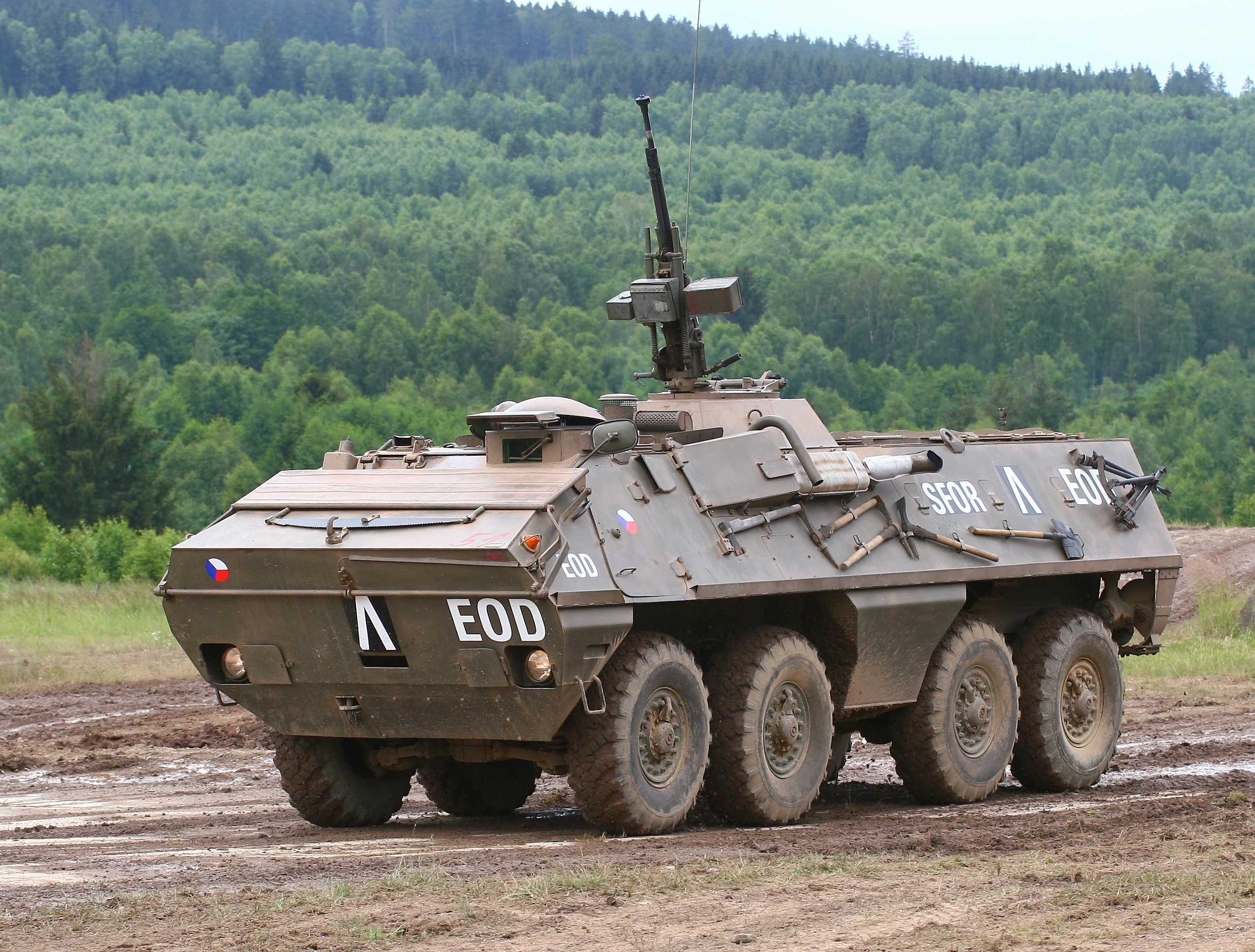
Czeski OT-64A w malowaniu misji SFOR

SKOT (cz. Střední Kolový Obrněný Transportér – Średni Kołowy Opancerzony Transporter; znany także pod oznaczeniem OT-64) – kołowy, pływający transporter opancerzony opracowany wspólnie przez CSRS i PRL na przełomie lat 50. i 60. XX wieku. Pojazd posiada cztery osie (układ 8×8), w najpopularniejszych wariantach jest także wyposażony w wieżę strzelecką.
Do wczesnych lat 70. wyprodukowano około 4500 egzemplarzy w wielu wariantach, z czego ok. 2500 dla Wojska Polskiego, a resztę dla Czechosłowackiej Armii Ludowej. Po wprowadzeniu na uzbrojenie obu armii bojowych wozów piechoty BMP-1, transportery SKOT stopniowo wycofywano ze służby, wiele sprzedano do kilkunastu krajów świata.

## Historia konstrukcji
Pojazd został opracowany w Czechosłowacji w 1959 roku. Do jego budowy wykorzystano podzespoły samochodu ciężarowego Tatra 138 oraz prototypowego terenowego samochodu ciężarowego S-360 będącego następcą znanej ciężarówki Praga V3S. W 1961 zbudowano kilka prototypów oznaczonych jako Praga S-260. W tym okresie transporterem zainteresowała się Polska, czego rezultatem było porozumienie o jego wspólnej produkcji. Odtąd nadzór nad projektem przejęła wspólna polsko-czechosłowacka komisja, która zajęła się także uruchomieniem produkcji w obu krajach. Tempo prac było wysokie i już w 1963 roku transporter wprowadzono na uzbrojenie Wojska Polskiego (jako SKOT) i armii czechosłowackiej (jako OT-64; pod tym oznaczeniem znany na świecie, ponadto eksportowany do kilku krajów, głównie arabskich). Początkowo ich istnienie utrzymywano w tajemnicy, jednak 22 lipca 1964 pierwsza seria transporterów została zaprezentowana na paradzie wojskowej z okazji XX-lecia Polskiej Rzeczypospolitej Ludowej.
SKOT ze względu na wysokie właściwości trakcyjne i możliwości bojowe zaliczany był do najlepszych transporterów opancerzonych na świecie. Nowoczesny układ napędowy z planetarną półautomatyczną skrzynią biegów systemu Wilson (ze wstępnym wybieraniem biegów), niezależne zawieszenie kół oraz centralny układ pompowania zapewniały mu dużą manewrowość w terenie. Wodoszczelny kadłub oraz śruby do napędu w wodzie umożliwiały pokonywanie przeszkód wodnych bezpośrednio z marszu. Opancerzenie chroniło załogę przed pociskami broni strzeleckiej oraz odłamkami granatów i pocisków artyleryjskich. Transporter posiadał wyposażenie zapewniające ochronę załogi przed bronią masowego rażenia (pył radioaktywny, skażenia chemiczne i biologiczne).
Jeszcze przed uruchomieniem produkcji podjęto decyzję o zaprojektowaniu wersji uzbrojonej transportera, która ostatecznie otrzymała oznaczenie SKOT-2A. Zadanie to powierzono stronie polskiej, która zdecydowała się wykorzystać gotowy projekt wieży stosowanej w analogicznych konstrukcjach produkcji radzieckiej. W tym celu konieczne było przeprojektowanie przedziału desantowego. Kolejną wersją rozwojową tej konstrukcji był SKOT-2AP wyposażony w opracowaną w Wojskowej Akademii Technicznej zmodernizowaną wieżę pozwalającą na prowadzenie ognia także do celów powietrznych. Uzbrojone wersje transportera SKOT-2A (OT-64-2A) i 2AP pozwoliły na wykorzystanie go do bezpośredniego wsparcia piechoty na polu walki oraz współdziałania z czołgami w różnych rodzajach działań bojowych. W rezultacie wóz ten stał się obok czołgów podstawowym środkiem walki polskich i czechosłowackich wojsk zmechanizowanych. Opracowanie na bazie SKOT-a wersji specjalnych, jak wozy: inżynieryjne, artyleryjskie, łączności, techniczne i medyczne zapewniły wysoki poziom standaryzacji sprzętu pancernego ułatwiając jego zabezpieczenie logistyczne.
Na początku lat 90. XX w. SKOT-y stopniowo wycofywano z Wojska Polskiego. Wobec małych nakładów, na wyposażeniu Wojska Polskiego jest obecnie (2010 r.) ok. 100 transporterów SKOT, m.in. w wersjach R-2AM/AMT (dowodzenia pododdziałem artylerii) i R-3M (dowodzenia) oraz inżynieryjnej.
Modernizacją transportera SKOT jest KTO Ryś przygotowany przez Wojskowe Zakłady Motoryzacyjne nr 5 z Poznania.

## Produkcja
Produkcja seryjna transportera rozpoczęta została w FSC w Lublinie 12 października 1963 roku w dwudziestą rocznicę bitwy pod Lenino. Polski zakład pełnił rolę montowni. Z Czechosłowacji importowane były podzespoły układu napędowego i przeniesienia mocy (Zakłady Tatra). W Polsce produkowano pancerne kadłuby i wieże (Huta w Ostrowcu Świętokrzyskim i Huta Częstochowa), elementy układu zawieszenia (Huta Stalowa Wola) i uzbrojenie pokładowe (Zakłady Mechaniczne w Tarnowie). Produkcję zakończono 22 lipca 1971 roku. Łącznie wyprodukowano 4,5 tys. egzemplarzy, z czego 2,5 tys. dla Wojska Polskiego i 2 tys. dla armii czechosłowackiej. W późniejszym okresie, po wprowadzeniu na uzbrojenie bojowych wozów piechoty BMP-1, transportery SKOT eksportowano do innych krajów.

## Wersje

### Wersje polskie
- Wozy bazowe
  - SKOT-1 – wersja bazowa pozbawiona uzbrojenia
  - SKOT-1A – wersja z nadbudówką nad przedziałem desantowym
- Wozy bojowe
  - SKOT-1 uzbrojony w km 7,62 mm lub wkm 12,7 mm y
  - SKOT-2A – z wieżyczką z BRDM-2, nazywany na Słowacji i Morawach OT-64-2A
  - SKOT-2AP – wersja z tzw. wieżą przeciwlotniczą opracowaną w WAT uzbrojoną w nkm 14,5 mm i km 7,62 mm
- Wozy wsparcia
  - SKOT-2AM – uzbrojony w wyrzutnie ppk 9M14 Malutka zamontowaną na bokach wieży i granatnik SPG-9
  - SKOT S-260 Art (artyleryjski) – pojazd w wersji wozu wsparcia ogniowego holujący moździerz 120 mm lub w wersji przeciwpancernej z ciężkim granatnikiem ppanc SPG-9 lub działem bezodrzutowym B-10 i dwiema przenośnymi wyrzutniami ppk Malutka
  - SKOT S-260 Inż (inżynieryjny) – pojazd w wersji zaporowej przystosowany do mechanicznego lub narzutowego ustawiania pól minowych albo wóz torujący z dwoma wyrzutniami ładunków wybuchowych PW-ŁWD przewożonych w specjalnej przyczepie lub jedną wyrzutnią na stropie kadłuba
  - SKOT-WPT – wóz pogotowia technicznego
  - SKOT GZP – wóz rozgłośnia elektroakustyczna
- Wozy dowódczo-sztabowe szczebla taktycznego i operacyjnego
  - SKOT R-2 – wóz dowódczo-sztabowy szczebla taktycznego
  - SKOT R-2M – wóz dowódczo-sztabowy szczebla taktycznego
  - SKOT R-3 – wóz dowódczo-sztabowy szczebla taktycznego
  - SKOT R-3M – wóz dowódczo-sztabowy szczebla operacyjno-taktycznego
  - SKOT R-3Z – wóz dowódczo-sztabowy szczebla operacyjno-taktycznego
- Wozy dowódczo-sztabowe artylerii
  - SKOT R-2A – wóz dowodzenia artylerii
  - SKOT R-2AM – zmodernizowany wóz dowodzenia artylerii
  - SKOT R-2AMT – zmodernizowany wóz dowodzenia artylerii
  - SKOT R-3A – wóz dowodzenia i ruchomy punkt kierowania ogniem artylerii
  - SKOT R-6 – wóz dowódczo-sztabowy, ruchomy punkt kierowania ogniem artylerii
  - SKOT ZENIT B – wóz dowodzenia dowódcy baterii rakiet plot. AK „Osa”
- Wozy dowódczo – sztabowe wojsk rozpoznawczych
  - SKOT R-4 – wóz dowódczo-sztabowy szefa rozpoznania dywizji i dowódcy batalionu rozpoznawczego

### Wersje czechosłowackie
- OT-64A – wersja podstawowa (odpowiednik SKOT bazowego)
- OT-64-2A – z wieżą z BRDM-2 (odpowiednik SKOT-2A)
- OT-64R-2 – wóz łączności i dowodzenia
- OT-64R-3 – wóz łączności i dowodzenia
- OT-64R-3MT – wóz łączności i dowodzenia
- OT-64R-4MT – wóz łączności i dowodzenia
- OT-64UMU – samobieżny układacz min
- OT-64 Zdrav – wóz sanitarny
- DTP-64 – wóz zabezpieczenia technicznego (odpowiednik SKOT-WPT)
- OT-93 – pojazd eksportowy uzbrojony w km 7,62 mm i granatnik T-21 Tarasnica

## Charakterystyka techniczna transportera opancerzonego SKOT 2AP

### Kadłub i wieża
Kadłub i wieża spawane były ze stalowych płyt o zróżnicowanej grubości. Przednie płyty pancerne kadłuba miały grubość: górna – 8 mm, dolna – 12 mm. Płyty boczne – 9 mm, przy zbiornikach paliwa – 10 mm. Płyta tylna – 8 mm, strop kadłuba – 6 mm. Kadłub ma konstrukcję samonośną i jest wodoszczelny.
Wieża tzw. przeciwlotnicza w kształcie stożka, umożliwiała podniesienie broni pokładowej pod kątem 87°. Kadłub transportera podzielono na trzy przedziały: kierowcy i dowódcy, napędowy oraz bojowy i desantowy (dwa ostatnie są ze sobą połączone). W zlokalizowanym w przedniej części pojazdu przedziale dowódcy i kierowcy umieszczono wszystkie przyrządy do kierowania transporterem, a także m.in. filtry urządzenia filtrowentylacyjnego, radiostację oraz skrzynię na części zapasowe i narzędzia. Przedział oddzielony jest od części silnikowej szczelną ścianą, w której znajdują się dwa zamykane otwory umożliwiające dostęp do silnika w przypadku awarii.
Przedział napędowy znajduje się w środkowej części kadłuba. Jest on oddzielony od przedziałów kierowania i bojowego ścianami grodzącymi z otworami zamykanymi pokrywami i drzwiami. W przedziale tym rozmieszczono silnik z układami zasilania, smarowania i chłodzenia. W przedziale tym znalazły się także m.in. urządzenie filtrujące powietrze dla załogi i ręczna pompa wodna. Przedział ten jest połączony z, umieszczoną pod podłogą przedziału bojowego, komorą, w której umieszczono zespoły układu przeniesienia mocy, zbiorniki paliwa i powietrza, układ centralnego pompowania kół i pompę wodną.
Za przedziałem napędowym znajduje się przedział bojowy obejmujący środkową część kadłuba i wnętrze wieży strzeleckiej, stanowiący część przedziału desantowego. Tylną część pojazdu zajmuje przedział desantowy z uchylnymi fotelami dla 10 żołnierzy oraz uchwytami do mocowania ich wyposażenia. W burtach kadłuba, drzwiach tylnych i pokrywach włazu przedziału desantowego rozmieszczone są otwory strzeleckie dla żołnierzy (4 w kadłubie, 2 w drzwiach i 4 w pokrywach włazów).

### Napęd i układ przeniesienia mocy
Jednostkę napędowa stanowi czterosuwowy ośmiocylindrowy silnik wysokoprężny w układzie V typu TATRA T-928-14 o pojemności skokowej 11.762 cm3. Silnik wyposażono w układ bezpośredniego wtrysku paliwa firmy JIKOV umożliwiający także natychmiastowy rozruch w warunkach zimowych. Maksymalna moc silnika przy 2000 obr./min. wynosiła 132,5 kW (180 KM). Chłodzenie silnika powietrzne, wymuszone za pomocą dmuchawy. Pojemność zbiorników paliwa: w pierwszych seriach – 180 l w zbiorniku metalowym + 100 l w kanistrach; w późniejszych seriach – 330 l w zbiorniku gumowym. Zużycie paliwa podczas jazdy po szosie – 50 l/100 km, w terenie – 65 l/100 km. Układ przeniesienia mocy – mechaniczny, składający się z: przekładni pośredniej, sprzęgła, skrzyni biegów, skrzyni rozdzielczej, przekładni międzymostowych, przekładni głównych mostów oraz wałów napędowych. Skrzynia biegów planetarna, półautomatyczna, systemu Wilson, ze wstępnym wyborem biegów (preselekcja) o 5 przełożeniach do przodu i 1 do tyłu, sterowana pneumatycznie.

### Układ jezdny
Do poruszania się po lądzie transportery wyposażono w układ 8×8, to jest z przeniesieniem napędu na wszystkie koła. Zawieszenie kół niezależne. Do tłumienia drgań zastosowano 10 teleskopowych amortyzatorów hydraulicznych, po 2 w zawieszeniu pierwszej pary kół i po 1 w pozostałych. Ogumienie o wymiarach 13,00 – 18" z regulowanym ciśnieniem powietrza w każdym kole. Układ kierowniczy wspomagany hydraulicznie. Główny układ hamulcowy typu bębnowego, dwuobwodowy (jeden obwód na 1 i 3 parę kół, drugi na 2 i 4 parę kół) z pneumatyczno-hydraulicznym- układem uruchamiającym. Pomocniczy układ hamulcowy typu bębnowego zamontowany na wale napędowym między skrzynią rozdzielczą a tylną przekładnią międzymostową.

### Uzbrojenie
Transporter uzbrojony był w najcięższy czołgowy karabin maszynowy KPWT kalibru 14,5 mm oraz sprzężony z nim karabin maszynowy PKT kalibru 7,62 mm. Karabin KPWT służył do zwalczania celów naziemnych na odległości do 2000 m i celów powietrznych na wysokości do 1500 m. Prędkość początkowa pocisku 998 m/sek., szybkostrzelność praktyczna 100-120 strz./min. Jednostka ognia 500 szt. Karabin maszynowy PKT przeznaczony był do niszczenia celów na odległościach do 1500 m. Prędkość początkowa pocisku 855 m/sek. Szybkostrzelność praktyczna do 250 strz./min. Jednostka ognia – 2000 szt.

### Przyrządy celownicze i obserwacyjne
Strzelec broni pokładowej posiadał peryskopowy celownik dzienny typu PP-61 B o powiększeniu 2,6 x i polu widzenia 23° lub celownik przegubowy typu OCS-90 o powiększeniu 1x (przy strzelaniu do celów powietrznych) i 3,11x (do celów naziemnych) oraz polu widzenia odpowiednio 90° i 22°. Dowódca pojazdu dysponował peryskopowym przyrządem obserwacyjnym TPKU-2B, który umożliwiał rozpoznawanie celów, określanie odległości, a także wskazywanie celów i korygowanie ognia w broni pokładowej. Kierowca transportera do prowadzenia obserwacji wykorzystywał 3 okna z szybami pancernymi. W nocy w miejsce środkowego okna montowano noktowizor kierowcy typu PWN-105. W przedziale desantowym po lewej stronie za wieżą znajdował się peryskop dowódcy drużyny typu Mk-4W.

### Środki łączności
Wóz posiadał radiostację UKF średniego zasięgu typu R-113 umieszczoną w przedziale kierowania. Do porozumiewania się członków załogi służył czołgowy telefon wewnętrzny R-124.

### Urządzenia i wyposażenie specjalne
Transporter SKOT-2AP posiadał: urządzenie filtrowentylacyjne, ogrzewacz 12BKN-5, układ regulacji ciśnienia w kołach, zestaw do dezaktywacji EŻT.
Urządzenie filtrowentylacyjne umożliwiało pokonywanie przez transporter terenu skażonego środkami chemicznymi, biologicznymi i radioaktywnymi. Ogrzewacz 12BKN-5 służył do ogrzewania wnętrza pojazdu oraz do podgrzewania silnika w okresie zimowym. Układ regulacji ciśnienia powietrza w kołach pozwalał na dostosowywanie ciśnienia do warunków terenowych. SKOT był przystosowany do pływania. Napęd w wodzie zapewniały dwie śruby umieszczone z tyłu wozu.

## W muzeach
Transportery opancerzone SKOT są eksponowane w następujących muzeach:
- Muzeum Militariów ATENA w Skwierzynie (na terenie firmy Pomoc Drogowa Gorzów Wlkp.)
- Muzeum Techniki Wojskowej w Zabrzu
  - OT-64 SKOT 2AP – pojazd sprawny technicznie
  - OT-64 SKOT R3M – pojazd sprawny technicznie
- Muzeum Wojsk Lądowych w Bydgoszczy – OT-64 SKOT R-2
- Lubuskie Muzeum Wojskowe w Drzonowie – OT-64 SKOT 2AP
- Muzeum Broni Pancernej w Poznaniu – OT-64 SKOT 2AP
- Muzeum Uzbrojenia w Poznaniu
- Muzeum Eksploracji w Przeźmierowie – OT-64 SKOT WPT
- Muzeum Wojska Polskiego w Warszawie
  - Park plenerowy przed siedzibą główną –
    - OT-64 SKOT 2A
- Muzeum Polskiej Techniki Wojskowej
  - OT-64 SKOT 2AP
  - OT-64 SKOT WPT
  - OT-64 SKOT R-3
  - OT-64 SKOT R-6
- Muzeum Techniki Militarnej i Użytkowej MTMiU
  - OT-64 SKOT R2-AM – pojazd sprawny technicznie
- Muzeum Miejskie „Sztygarka” w Dąbrowie Górniczej
  - OT-64 SKOT 2AP
  - OT-64 SKOT – pojazd przerobiony na wóz strażacki
- Muzeum Historii i Uzbrojenia w Opolu – pojazd w ciągłej eksploatacji
- Muzeum Techniki Wojskowej GRYF w Dąbrówce k. Wejherowa
- Muzeum Techniki Militarnej w Tarnowskich Górach
- Schron Atomowy "Marysieńka" w Rzeszowie – OT-64 SKOT 2A